# ويدزي لودز
ويدزي لودز هو نادي كرة قدم في بولندا تأسس في 1910.

## وصلات خارجية
- الموقع الرسمي